# Antón de Olaya
Antón de Olalla o Olaya también conocido como Antonio Soriano de Olaya fue un alférez, explorador, conquistador y encomendero español que es conocido por su importante participación en la conquista del Nuevo Reino de Granada (hoy Colombia) junto a Gonzálo Jiménez de Quesada. Conquistó a los pueblos Panches y Muiscas, estuvo presente en la mayoría de guerras y conquistas como en la de los zipas, zaques y cacique de Guatavita.
Fue reconocido por su coraje y valentía, pero también por su trato cruel a las poblaciones indígenas. En solo 15 años Olalla se convirtió en el terrateniente más importante de la sábana de Bogotá, y allí se dedicó a los trabajos agropecuarios. Esta posición lucrativa le ayudó a conseguir poder político en el cabildo y en 1544 es nombrado Teniente de Gobernador del Nuevo Reino de Granada, alcalde de Santafé en cuatro ocasiones entre 1557 y 1573, además, teniente gobernador y justicia mayor del cabildo de Santafé y Tunja.

## Biografía
nació en Bujalance en el Reino de Córdoba, España aproximadamente en el año de 1510. Fue hijo de hijodalgos notorios Bartolomé González Soriano y María de Olalla. Era un subteniente de infantería y alférez que había militado en Italia al servicio del emperador que llegó a Santa Marta en 1536 con el adelantado de Canarias Pedro Fernández de Lugo y que se unió a la tropa de expedición del licenciado Gonzalo Jimenez de Quesada en el año 1537. Fue uno de los ciento setenta expedicionarios que sobrevivieron las selvas y el río Magdalena, llegando así a convertirse en descubridores y conquistadores del Nuevo Reino de Granada, en 1537 y 1538. Estuvo presente en muchos de los hechos que marcaron la conquista de este territorio americano; aprisionó al Zaque de Tunja, conquistó a los panches, indígenas belicosos que los atacaban sin cesar, de donde salió herido en varias ocasiones, estuvo en la expedición del valle de las tristezas, el valle del alférez, en la sierra del Opón, en la guerra contra el cacique de Guatativa, que ha llegado a ser llamada una matanza cobarde por parte de los españoles, incendiaron templos y robaron mucho oro.
Este coquistador era considerado como uno de los más intrépidos, se recuerda cuando se quedó en una aldea durante tres meses con cuatro españoles y donde una noche fue atacado sin cesar, logrando sobrevivir junto al conquistador Pedro Ñuñez Cabrera fundador de Tunja o cuando indígenas lo arrojaron desde una montaña a un despeñadero, siendo detenido por arbustos que milagrosamente le salvaron la vida, sólo sufrió la rotura de una pierna. Desde entonces le llamaron el Cojo, a aquél despeñaderole llamaron el Salto de Olalla, en Colombia.Desde entonces le llamaron el cojo, hay otros historiadores que dicen que fue hecho manco por una flecha de los panches.
Cuando Pizarro se sublevó en el Perú, Olalla movilizó a otros soldados para acudir al llamado del virrey, fue voluntario para combatir a los conquistadores Lope de Aguirre y Gonzalo de Oyón, al volver a la Nueva Granada, en 1547, es condecorado con la encomienda más importante de todo el reino y sus mil habitantes, y que representaban cientos de hectáreas y esta fue la primera repartición de encomiendas en la Nueva Granada.
Decide viajar a España por cuatro años donde se casa con una noble portuguesa llamada María Orrego Valdaya, al volver trae consigo ganado y semillas y recibe la encomienda de Bosa. Muere en Santafe a los 70 años como un respetado conquistador.
Su descendencia siguió enlazandose con familias beneméritas del Nuevo Reino de Granada, su hija se casó con Francisco Maldonado de Mendoza, familiar de Pedro González de Mendoza, Gran Cardenal de España.